# KH-178
KH-178는 대한민국 육군의 견인포이다. 미국의 M101A1 곡사포를 기반으로 했으며, 포신은 미국의 XM205 포신을, 주퇴장치는 미국의 M101A1의 주퇴장치 M2A5를 바탕으로 개발했다. 2.6톤의 무게로 CH-47 치누크 헬기와 UH-60 헬기로 운송이 가능하다. 105mm 포탄을 이용하였기 때문에 파괴력은 떨어지지만 발사속도는 같은시기에 개발된 KH-179 155mm 곡사포에 비해서 월등하다. 사정거리는 일반탄의 경우 14.7km, 사거리 연장탄은 18km이며 발사속도는 지속사격시 분당 5발, 최대 발사속도는 분당 15발이다.

## 현황
KH-178은 155mm급 견인포와 K-55, K-9 등 자주포에 밀려 해안지대와 동부전선에 보병사단·해병대에서 운용 중이다. 그러나 K105A1 자주포의 개발로 이 구형 견인포들은 새 형태로 살아남을 것으로 보인다. 1985년에 겨우 1개 대대만 전력화된 상태이며 KM101, KH-179 등과 함께 자주포로 대체될 예정이다. 칠레와 인도네시아 등에 수출되었으며, 특히 인도네시아는 가장 많은 54문(3개 대대분량)을 2010년에 도입했다.

## 같이 보기
- M101 105 mm 곡사포